# Deutsche Bank Polska
Deutsche Bank Polska (Deutsche Bank Polska SA) ist eine polnische Geschäftsbank und Investmentbank mit Sitz in Warschau.
Seit  2018 betreut die Bank nur Firmen- und Privatkunden in Bezug auf ihre Hypothekendarlehen. Nach Bilanzsumme (ca. 8,8 Mrd. € im Jahr 2020) ist sie die elftgrößte Bank in Polen.
Der Inhaber der Deutschen Bank Polska SA ist die Deutsche Bank AG.

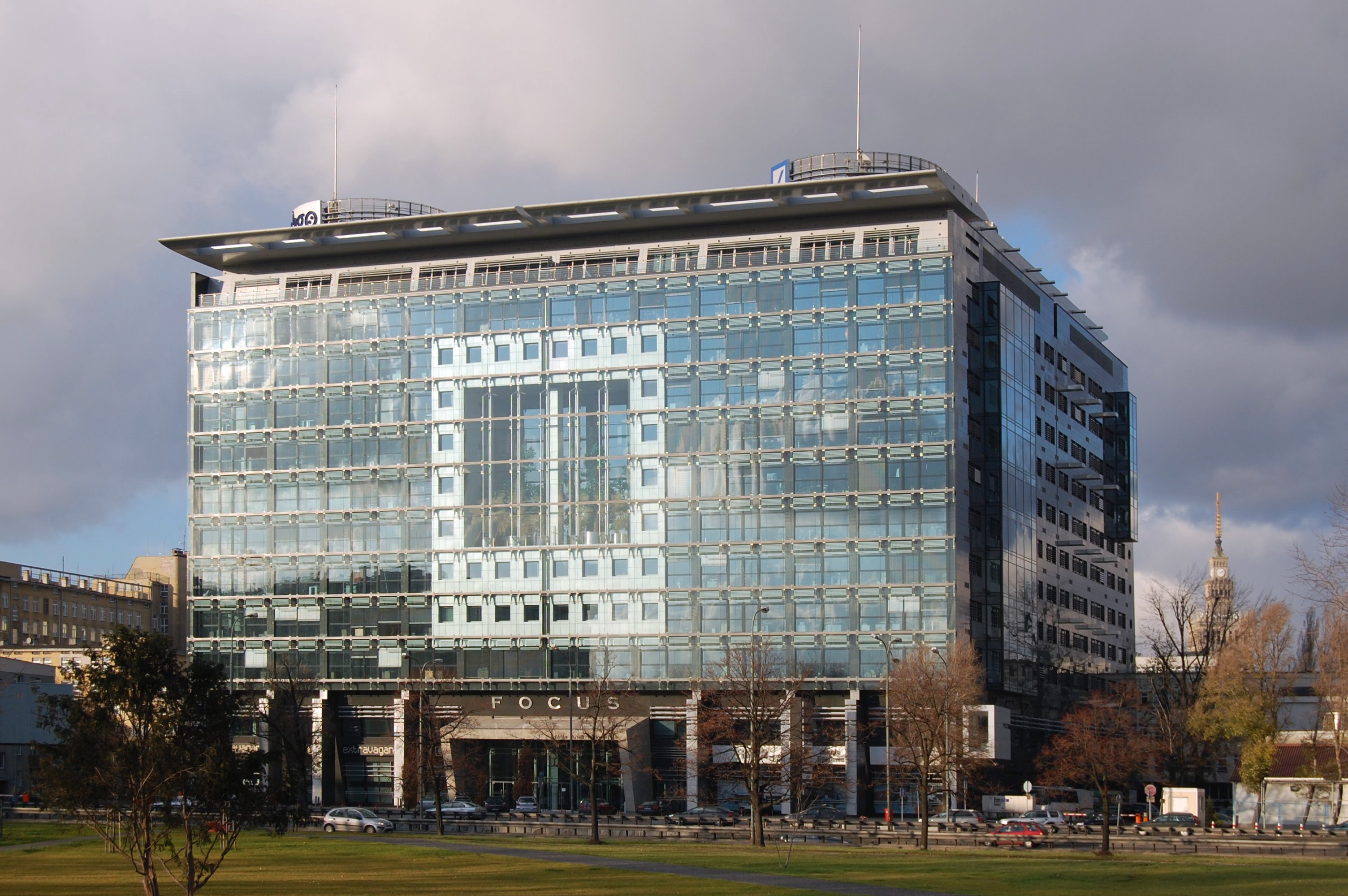
Zentrale der Deutsche Bank Polska in Warschau

Die Deutsche Bank Gruppe ist seit 1990 auf dem polnischen Markt tätig, seit Oktober 1995 als Deutsche Bank Polska. Zunächst wurden die Geschäftsbereiche in Polen durch zwei separate Banken wahrgenommen –  Deutsche Bank Polska SA und Deutsche Bank PBC SA. Die Deutsche Bank Polska SA war ab dem 11. Oktober 1995 eine auf Unternehmens- und Investmentbanking spezialisierte Bank, die sich an mittlere und große Unternehmen, internationale Unternehmen und Finanzinstitutionen richtete. Am 1. Juli 2001 wurde die Deutsche Bank 24 SA (später Deutsche Bank PBC SA) auch in Polen als Bank gegründet, die auf der Grundlage des Private-Banking-Geschäftsbereichs der Deutschen Bank Polska SA und der Bank Współpracy Regionalnej SA gegründet wurde. Im September 2012 hat der Vorstand der Deutschen Bank AG in Frankfurt beschlossen, die in Polen tätigen Banken zusammenzulegen, um eine starke Universalbank zu schaffen. Am 31. Januar 2014 fusionierten die beiden Banken und sind seitdem als ein Unternehmen unter dem Namen Deutsche Bank Polska SA tätig.
Am 9. November 2018 hat das Bezirksgericht für die Hauptstadt Warschau in Warschau, XII. Wirtschaftsabteilung des Landesgerichtsregisters, eine Erhöhung des Grundkapitals der Santander Bank Polska SA im Zusammenhang mit der Spaltung der Deutsche Bank Polska SA eingetragen. Somit hat die Santander Bank Polska SA die Rechte und Pflichten der Deutschen Bank Polska SA in Bezug auf den getrennten Teil, der das Privatkundengeschäft und das Geschäftskundengeschäft abdeckt, zusammen mit dem Maklerhaus DB Securities SA gesetzlich verankert, mit Ausnahme des Portfolios der denominierten Wohnungsbaudarlehen und Hypothekendarlehen in Fremdwährungen. Am 10. November 2018 wurden Kunden des abgetrennten Bereichs (einschließlich Einzelkunden) Kunden der Santander Bank Polska SA.